# Iskra Lwów
Iskra Lwów (ukr. Футбольний клуб «Іскра» Львів, Futbolnyj Kłub „Iskra” Lwiw) – ukraiński klub piłkarski z siedzibą w mieście Lwów, na zachodzie kraju, działający w latach 1944–1989.

## Historia
Chronologia nazw:
- 1944: Iskra Lwów (ukr. «Іскра» Львів, ros. «Искра» Львов)
- 1989: klub rozwiązano

Drużyna piłkarska Iskra została założona we Lwowie w latach 40. XX wieku i reprezentowała zakład wojskowy nr 125 (później przekształcony w przedsiębiorstwo Lorta). Wówczas dobrowolne towarzystwo sportowe "Iskra" zrzeszało związki zawodowe pracowników produkcji urządzeń radiotechnicznych. Drużyna występowała w mistrzostwach obwodu lwowskiego. W 1951 zespół debiutował w Mistrzostwach Ukraińskiej SRR wśród drużyn kultury fizycznej, zajmując 3.miejsce w strefie 6. Również w 1951 startował w rozgrywkach Pucharu Ukraińskiej SRR wśród amatorów, gdzie dotarł do ćwierćfinału.  Potem klub kontynuował występy w rozgrywkach Mistrzostw i Pucharu obwodu, dopóki nie został rozwiązany pod koniec lat 80. XX wieku.

## Barwy klubowe, strój
Klub ma barwy czerwono-niebieskie. Piłkarze domowe spotkania zazwyczaj grali w czerwono-niebieskich strojach.

## Sukcesy

### Trofea krajowe
- Mistrzostwa Ukraińskiej SRR wśród drużyn kultury fizycznej: (D3)
  - 3.miejsce (1x): 1951 (strefa 6)

- Puchar Ukraińskiej SRR wśród drużyn kultury fizycznej:
  - ćwierćfinalista (1x): 1951

## Poszczególne sezony

### Rozgrywki krajowe
| \| \| Bilans występów klubu w rozgrywkach piłkarskich Związku Radzieckiego (Stan na 31 grudnia 1992 r.) \| |                                                                                                   |        |       |   |   |   |    |    |     |      |        |        |      |
| Poziom | Rozgrywki                                                                                         | Sezony | Mecze | Z | R | P | B+ | B– | Pkt | Lata | Awanse | Spadki | Naj. |
| I | Wysszaja liga / Klass A (wysszaja gruppa) / Klass A (1 gruppa) / Klass A / Gruppa 1 / Gruppa A    | 0      |       |   |   |   |    |    |     |      |        |        |      |
| II | Pierwaja liga / Klass A (1 gruppa) / Klass A (2 gruppa) / Klass B / Gruppa 2 / Gruppa B           | 0      |       |   |   |   |    |    |     |      |        |        |      |
| III | Wtoraja liga / Klass A (2 gruppa) / Klass B / Gruppa 3 / Gruppa W                                 | 1      |       |   |   |   |    |    |     | 1951 | 0      | 0      | 3    |
| IV | Wtoraja nizszaja liga / Klass B / Gruppa G                                                        | 0      |       |   |   |   |    |    |     |      |        |        |      |
| V | Gruppa D                                                                                          | 0      |       |   |   |   |    |    |     |      |        |        |      |
| | Puchar ZSRR                                                                                       |        |       |   |   |   |    |    |     |      | 0      | 0      |      |
| | Bilans występów klubu w rozgrywkach piłkarskich Związku Radzieckiego (Stan na 31 grudnia 1992 r.) |        |       |   |   |   |    |    |     |      |        |        |      |

## Struktura klubu

### Stadion
Drużyna rozgrywała swoje mecze domowe we Lwowie na stadionie Sokił na Sygnówce.

## Kibice i rywalizacja z innymi klubami

### Derby
- Dynamo Lwów
- Spartak Lwów
- Torpedo Lwów
- Zirka Lwów